# Éveline Garnier
Éveline Geneviève Anna Garnier (6 de maio de 1904 - 22 de outubro de 1989, 16.° arrondissement de Paris ) é uma figura da Resistência Francesa . Bibliotecária, ela foi ativa na Resistência durante a Segunda Guerra Mundial ao lado de sua parceira Andrée Jacob, e de Henri Frenay e Claude Bourdet  .

## Biografia
Ela é filha de Charles Marie Georges Garnier (1869-1956), professor de literatura e língua inglesa na escola secundária Janson-de-Sailly, inspector geral de educação pública e escritor. Sua mãe, Jeanne Julie Gabrielle Maritain (1875-1955), era irmã do filósofo católico Jacques Maritain. Sua avó materna, Geneviève Favre (1855-1943), com uma personalidade forte, era uma feminista e pacifista.
Seus pais, ambos protestantes, divorciaram-se pouco antes da Primeira Guerra Mundial.
Éveline Garnier era companheira de outra combatente da resistência, Andrée Jacob, que conheceu nos círculos cristãos que gravitavam em torno de seu tio Jacques Maritain. Este último designou-a como sua principal legatária. Ela morreu em 22 de outubro de 1989 de doença cardiovascular no hospital Sainte-Périne.
Catégorie:Article à référence souhaitée

## Acção na Resistência
Eveline Garnier participou ativamente da Resistência interna francesa durante a Segunda Guerra Mundial. Seu pseudônimo foi Anne.
Enquanto seu tio estava preso no Canadá e nos Estados Unidos por causa de deveres de ensino, ela rapidamente se voltou para a Resistência. No âmbito do movimento de Combate, em estreita colaboração com Claude Bourdet, participou em inúmeras atividades de inteligência, recrutamento, organização, ação. Ela também ajudou o Padre Foussard, no seio da Rede Comète responsável pela recuperação de aviadores aliados lançados de paraquedas em solo francês,.
Com a sua companheira Andrée Jacob, conhecida como Danielle, ela tornou-se secretária geral adjunta da rede NAP (Infiltração das administrações públicas) em setembro de 1943, e subsequentemente chefe desta mesma rede em março de 1944. Ela também ajudou a salvar judeus fornecendo-lhes documentos falsos.
Após a Libertação, ela e Andrée Jacob começaram a trabalhar para o Ministério dos Veteranos da Resistência e Deportados.

## Decorações
- Cavaleira da Legião de Honra (1946)
- Cruz de guerra 1939–1945, palma de bronze (1946)
- Medalha da Resistência françesa (1945)

## Reconhecimentos póstumos
Por ocasião do 75 aniversário da Libertação de Paris, a allée Éveline-Garnier e a allée Andrée-Jacob foram inauguradas no 2.° arrondissement de Paris em 29 de outubro de 2019,,.

## Publicações
- Eveline Garnier, " Contraste de Nova York ou o que o Sr. Herriot não terá visto ", Espírito : revista internacional, Paris, 1933
- Eveline Garnier, " Lembranças do meu tio », Cadernos de Jacques Maritain, Paris, vol. 2